# Schizadoretus rufescens
Schizadoretus rufescens är en skalbaggsart som beskrevs av Gilbert John Arrow 1917. Schizadoretus rufescens ingår i släktet Schizadoretus och familjen Rutelidae. Inga underarter finns listade i Catalogue of Life.